# 18113 Bibring
18113 Bibring este un asteroid din centura principală de asteroizi.

## Descriere
18113 Bibring este un asteroid din centura principală de asteroizi. A fost descoperit pe 5 iulie 2000 la Stația Anderson Mesa în cadrul programului LONEOS. Asteroidul prezintă o orbită caracterizată de o semiaxă mare de 2,29 ua, o excentricitate de 0,14 și o înclinație de 1,3° în raport cu ecliptica.